# Ndilimalitembo
Ndilimalitembo ist ein Verwaltungsbezirk (Ward) des Distrikts Songea (MC) in der tansanischen Region Ruvuma.

## Geografie
Ndilimalitembo liegt im Südwesten von Tansania. Es ist ein Stadtteil südlich der der Regionshauptstadt Songea. Er grenzt im Norden an Mateka, im Osten an Matogoro und Matimira, im Süden an Mpitimbi und im Westen an Subira und Ruvuma. Bei der Volkszählung 2022 lebten 9284 Menschen in 2465 Haushalten auf einer Fläche von 37 Quadratkilometern.

## Gliederung
Der Bezirk besteht aus drei Stadtteilen (Mtaa):
- Matogoro Shuleni
- Makambi
- Ndilimalitembo

## Gesundheit
- Im Bezirk liegen zwei staatliche Apotheken.[8][9]